# كوغانك سفلي
كوغانك سفلی (بالإنجليزية: Kuganak-e Sofla)‏ هي قرية تقع في قسم تشنارود الجنوبي الريفي (مقاطعة تشادغان) في إيران.